# سلین (فیلم ۱۹۹۲)
سلین (انگلیسی: Céline) یک فیلم در ژانر درام به کارگردانی ژان-کلود بریسو است که در سال ۱۹۹۲ منتشر شد. از بازیگران آن می‌توان به ایزابل پاسکو، ماریا-لوئیسا گارسیا و دنیل لبرون اشاره کرد.
این فیلم در چهل و دومین دوره جشنواره بین‌المللی فیلم برلین شرکت کرده بود.